# Matorrales
Matorrales é um município da província de Córdova, na Argentina.